# Демавенд
Демаве́нд, Дамава́нд (перс. دماوند) — сплячий стратовулкан на хребті Ельбурс.

## Географія
Знаходиться на території провінції Мазендеран Ірану і є найвищою точкою країни (5610 м над рівнем моря).
Форма — пологий конус, який здіймається над хребтом на 1,5 км. Конус вулкана складений в основному андезитовими лавами, на схилах є льодовики, видно прояви сольфатароподібної діяльності — виходи гарячих газів, сіркових і грязевих джерел.

## Легенди
З Демавендом пов'язано багато перських легенд. Деякі з магів стверджують, що в цій горі був ув'язнений Біварасб (Ажі-Дагака, Зоггак) і що дим, який постійно піднімається з її вершини — це дихання ув'язненого.

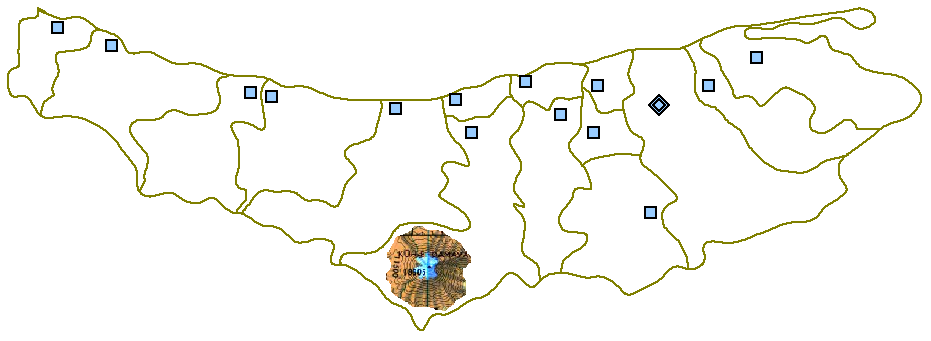
Карта провінції Мазендеран зі вказівником розташування вулкана

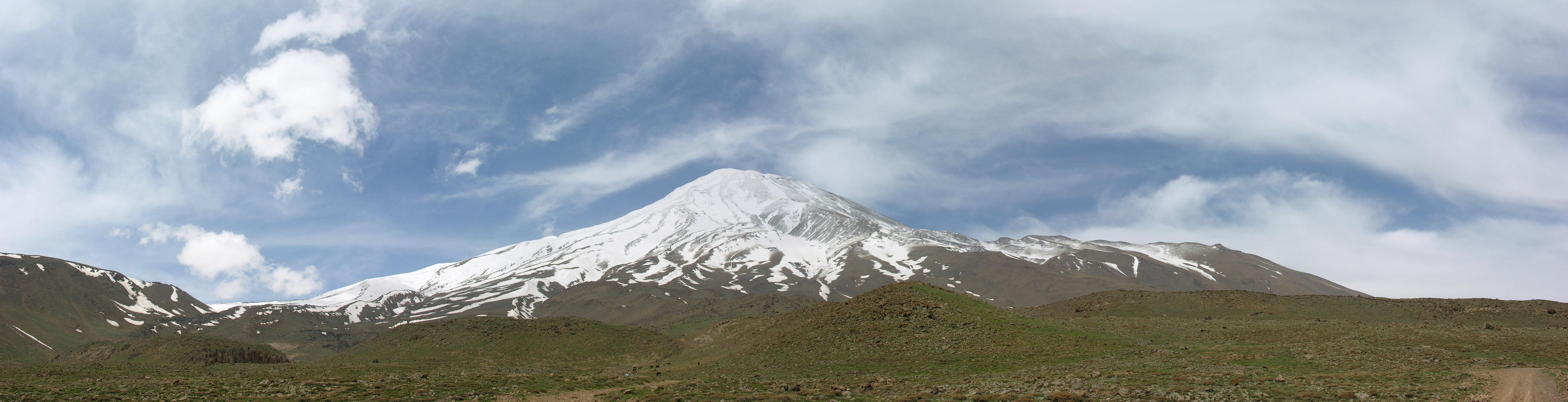
Панорама